# Rhamphobrachium pacifica
Rhamphobrachium pacifica är en ringmaskart som beskrevs av Hoagland 1920. Rhamphobrachium pacifica ingår i släktet Rhamphobrachium och familjen Onuphidae. Inga underarter finns listade i Catalogue of Life.